# Cyathea phalerata
Cyathea phalerata là một loài thực vật có mạch trong họ Cyatheaceae. Loài này được Mart. mô tả khoa học đầu tiên năm 1822.